# Premi Ostana
El Premi Ostana (en occità: Prèmi Ostana: escrituras en lenga maire; en italià: Ostana Premio Scritture in Lingua Madre) és un premi anual i una iniciativa cultural organitzada per l'ajuntament d'Ostana i per l'Associació Cultural Chambra d'Òc. Està dedicat a les llengües i les autories que utilitzen en la seva obra una llengua materna que sigui a la vegada minoritària. Les categories del Premi Ostana són: Premi Internacional, Premi Nacional, Premi a la Llengua Occitana, Premi Joves, Premi Especial, Premi de Traducció, Premi Musical, Premi de Cinema.
El premi consisteix en: una escultura de vidre, creada per l'artista Silvio Vigliaturo amb la il·lustració d'un rossinyol, símbol de la cultura occitana en referència a la cançó «Se canta», acompanyada d'una medalla d'or creada per Marco Gioielli que representa la creu occitana. El Premi Ostana s'ha atorgat a representants de llengües minoritàries dels cinc continents com ara: furlà, eslovè, cimbrià, ladí, armeni, sard, tibetà, basc, romaní, llengües totonaques, català, huave, bretò, llengües sami, hebreu, maltès, cors, xeiene, kurd, maori, gallec, shuar, ioruba, frisó, griko salentino i occità, entre d'altres.
Max Roqueta, Gavino Ledda, Boris Pahor, Ives Roqueta, Sergio Salvi, Sèrgi Bec, Maite Brazales, Joan Larzac, Marcel Courthiade, Lance Henson, Ghjacumu Thiers, Salem Zenia, Rotland Pecot, Mans de Breish, Bob Holman, Joan Isaac, Asier Altuna, Tilbert Dídac Stegmann, Manuel Rivas, Craig Patterson, Franca Masu, Marcelo Martinessi, Diego Marani, Francho Nagore, Stefania Maria Ciminelli i Bernardo Atxaga han estat algunes de les persones premiades al llarg dels anys.